# Уолз, Карл Эрвин
Карл Эрвин Уолз (англ. Carl Erwin Walz; род. 6 сентября 1955, Кливленд) — отставной полковник ВВС США, бывший астронавт НАСА, в настоящее время работает в отделе компании «Orbital Sciences Corporation», «Передовые Программы» в качестве вице-президента по правам космического полёта. Прежде Уолза назначали на место управляющего миссией по исследованию и управлению в штаб-квартире НАСА в Вашингтоне, округ Колумбия. Он был Исполняющим обязанности директора подразделения продвижения в сфере способностей в системе управления миссией исследования, и был ответственным за широкий диапазон действий, включая разработку технологий, ядерную и толчковую энергию, поддерживающих идею исследования космоса.

## Биография
Карл Уолз родился 6 сентября 1955 года, в США, в Кливленде, штат Огайо. Окончил среднюю школу им. Ч. Ф. Браша, в Линдхерсте, штат Огайо, в 1973 году. Получил степень бакалавра наук в физике от Кентского университета в 1977 году, и магистра наук в области физики твёрдого тела от Университета Джона Кэррола, штат Огайо, в 1979 году. Участвовал в таких организациях как: Американский легион, ассоциация выпускников Кентского государственного университета, ассоциация выпускников университета имени Джона Кэрролла, а также в ассоциации исследователей космоса. Женат на Памеле Дж. Глади из Линдхерста, штат Огайо. У них двое детей. Уолз играет на фортепиано и увлекается вокальной музыкой, был вокалистом рок-н-ролл группы «Max Q», состоящей из астронавтов. Радиолюбитель с позывным KC5TIE.

## Достижения
Окончил с отличием Кентский государственный университет. Награждён медалью «Superior Service Medal» ВВС США с одним дубовым листом за достижения в обороне, похвальной медалью ВВС США, и медалью ВВС США за выдающиеся достижения, с одним дубовым листом. Почётный выпускник школы экспериментальных испытаний ВВС США, класса 83A. Введён в зал славы Огайо. Награждён тремя медалями за космические полёты НАСА, медалью за службу НАСА.
- Медаль «За заслуги в освоении космоса» (12 апреля 2011 года) — за большой вклад в развитие международного сотрудничества в области пилотируемой космонавтики[4]

## Опыт работы
С 1979] по 1982 год Уолз был ответственным за анализ радиоактивных проб по атомной энергии системой обнаружения в 1155-й технической эксплуатационной эскадрилье, «McClellan Air Force Base», Калифорния. С 1983 года работал как инженер-испытатель полётов в ВВС США, лётчик-испытатель в школе «Edwards Air Force Base», Калифорния. С января 1984 по июнь 1987 года, Уолз служил инженером лётных испытаний. С июля 1987 по июнь 1990 года, он служил на лётных испытаниях менеджером-ответственным по третьему отряду лётно-испытательного центра ВВС.

## Опыт в НАСА
Отобран НАСА в январе 1990 года. Уолз — ветеран четырёх космических полётов, провёл 231 день в космосе. Он был специалистом по миссии STS-51 в 1993-м году, в 1994-м бортинженером орбитального аппарата (MS-2) на STS-65, специалистом по миссии STS-79 в 1996-м, и служил в качестве бортинженера в 4-й экспедиции МКС в 2001—2002 годах.

## Космические полеты
STS-51 Дискавери (сентябрь 12-22, 1993). В ходе миссии в составе пяти членов экипажа был развёрнут американский продвинутый спутник коммуникационных технологий (ACTS) и спутник поддона шаттла НАСА (SPAS), а также немецкие научные эксперименты. Уолз также принял участие в 7-часовом выходе в открытый космос для оценки инструментов для космического телескопа «Хаббл». Миссия была выполнена за 9 дней, 20 часов и 11 минут.
STS-65 Колумбия (июль 8-23, 1994). STS-65 вылетел с модулем второй международной микрогравитационной лаборатории (IML-2 «Spacelab»), и осуществлялся экипажем из семи человек. Во время 15-суточного полёта экипажем было проведено более 80 экспериментов фокусировки на материалах и научные исследования жизни в условиях микрогравитации. Миссия завершена после 236-и оборотов по орбите вокруг Земли, пропутешествовав 6100 тысяч км, и установив новый рекорд продолжительности полёта для программы «Шаттл». Продолжительность полёта 14 суток, 17 часов и 55 минут.
STS-79 Атлантис (сентябрь 16-26, 1996). На STS-79 в составе шести членов экипажа на борту Атлантиса была проведена операция по состыковке с русской станцией «Мир», шаттл доставил продовольствие, воду, оборудование для научных экспериментов США и России, а также обменялись членами экипажа. В ходе миссии «Атлантис-Мир» был установлен рекорд по состыковке наиболее тяжёлой массы обоих комплексов в пространстве. STS-79 приземлился в KSC через 10 дней, 3 часа и 13 минут.
STS-108 — МКС-4 — STS-111 (5 декабря 2001 — 19 июня 2002). Продолжительность полёта 195 суток, 19 часов и 38 минут.
Общая продолжительность пребывания в космосе: 230 дней 13 часов и 2 минуты.